# Municipio de Santiago Choápam
El municipio de Santiago Choápam es uno de los 570 municipios que conforman al estado mexicano de Oaxaca. Pertenece al distrito de Choapan, dentro de la Región de la Cuenca del Papaloapan. Su cabecera es la localidad homónima.

## Geografía
El municipio tiene una extensión territorial de 312.107 kilómetros cuadrados que representan el 0.33% del territorio total de Oaxaca. Se encuentra localizado en el noreste del estado de Oaxaca, en la cuenca del Papaloapan. Tiene como coordenadas geográficas extremas 17°15′ - 17°32′ de latitud norte y 95°43′ - 96°3′ de longitud oeste, y la altitud del territorio va de 100 a 2500 metros sobre el nivel del mar.
El territorio municipal limita al noroeste con el municipio de San Juan Petlapa, al noreste con el municipio de San Juan Lalana, al sureste con el municipio de Santiago Yaveo, al sur con el municipio de Santiago Zacatepec, el municipio de Totontepec Villa de Morelos y el municipio de San Juan Comaltepec, al suroeste con el municipio de Santo Domingo Roayaga y el municipio de San Ildefonso Villa Alta. En adición cuenta con un exclave situado al noreste del territorio principal y que se encuentra complementamente circundado por el municipio de San Juan Lalana.

## Demografía
De acuerdo a los resultados del Censo de Población y Vivienda realizado en 2010 por el Instituto Nacional de Estadística y Geografía; la población total del municipio de Santiago Choápam es de 5 242 habitantes, de los cuales 2 491 son hombres y 2 751 son mujeres.
La densidad de población asciende a un total de 17.34 personas por kilómetro cuadrado.

### Localidades
El municipio incluye en su territorio un total de 13 localidades. Las principales, considerando su población del censo de 2020 son:
| Localidad             | Población |
| Total Municipio       | 5 242     |
| San Juan Teotalcingo  | 1 015     |
| Santiago Choápam      | 1 007     |
| San Juan del Río      | 999       |
| Santa María Yahuivé   | 974       |
| Santo Domingo Latani  | 451       |
| San Jacinto Yaveloxi  | 403       |
| San Juan Maninaltepec | 204       |

## Actividades económicas
Las actividades económicas que las y los habitantes de Santiago Choápam realizan, son:  el comercio al por menor, la agricultura, cría y explotación de animales, aprovechamiento forestal, pesca y caza e industrias manufactureras.

## Política
El gobierno del municipio de Santiago Choápam se rige por principio de usos y costumbres, mismo que se encuentra vigente en un total de 424 municipios del estado de Oaxaca y en las cuales la elección de autoridades se realiza mediante las tradiciones locales y sin la intervención de los partidos políticos. 
El ayuntamiento de San Francisco del Mar está integrado por el presidente municipal, un síndico y un cabildo integrado por cuatro regidores.

### Representación legislativa
Para la elección de diputados locales al Congreso de Oaxaca y de diputados federales a la Cámara de Diputados federal, el municipio de Santiago Choápam se encuentra integrado en los siguientes distritos electorales:
Local:
- Distrito electoral local de 10 de Oaxaca con cabecera en San Pedro y San Pablo Ayutla.[6]

Federal:
- Distrito electoral federal 6 de Oaxaca con cabecera en Salina Cruz.[7]